# (612349) 2002 GH32
(612349) 2002 GH32 ist ein großes transneptunisches Objekt im Kuipergürtel, das bahndynamisch als erweitertes Scattered Disk Object (DO) oder als Cubewano (CKBO) eingestuft wird. Aufgrund seiner Größe gehört der Asteroid zu den Zwergplanetenkandidaten.

## Entdeckung
2002 GH32 wurde am 8. April 2002 von einem Astronomenteam, bestehend aus Marc Buie und Karen Meech, mit dem 4,0–m–Reflektor-Teleskop am Cerro Tololo-Observatorium (Chile) entdeckt. Die Entdeckung wurde am 5. Juli 2003 zusammen mit den TNO 2001 DD106, 2002 GF32, 2002 GX32 und 2002 PQ145 bekanntgegeben.
Der Beobachtungsbogen des Planetoiden beginnt mit der offiziellen Entdeckungsbeobachtung am 8. April 2002. Seither wurde der Planetoid durch verschiedene erdbasierte Teleskope beobachtet. Im September 2018 lagen insgesamt 52 Beobachtungen über einen Zeitraum von 16 Jahren vor. Die bisher letzte Beobachtung wurde im April 2017 am Pan-STARRS-Teleskop (PS1) (Maui) durchgeführt. (Stand 24. März 2019)

## Eigenschaften

### Umlaufbahn
(612349) 2002 GH32 umkreist die Sonne in 274,66 Jahren auf einer leicht elliptischen Umlaufbahn zwischen 38,64 AE und 45,87 AE Abstand zu deren Zentrum. Die Bahnexzentrizität beträgt 0,086, die Bahn ist 43,92° gegenüber der Ekliptik geneigt. Derzeit ist der Planetoid 37,11 AE von der Sonne entfernt. Das Perihel durchlief er das letzte Mal 1932, der nächste Periheldurchlauf dürfte also im Jahre 2207 erfolgen.
Marc Buie (DES) klassifiziert den Planetoiden als erweitertes SDO (ESDO bzw. DO), während vom Minor Planet Center keine spezifische Einstufung existiert; letzteres ordnet ihn als Nicht-SDO und allgemein als «Distant Object» ein. Das Johnston’s Archive führt ihn dagegen als Cubewano auf, wobei er zu den bahndynamisch «heißen» klassischen KBO gehören würde.

### Größe und Rotation
Derzeit wird von einem Durchmesser von 329 km ausgegangen, basierend auf einem Rückstrahlvermögen von 8 % und einer absoluten Helligkeit von 5,8 m. Ausgehend von diesem Durchmesser ergibt sich eine Gesamtoberfläche von etwa 340.000 km². Die scheinbare Helligkeit von (612349) 2002 GH32 beträgt 22,79 m.
Da es denkbar ist, dass sich (612349) 2002 GH32 aufgrund seiner Größe im hydrostatischen Gleichgewicht befindet und somit weitgehend rund sein könnte, erfüllt er möglicherweise die Kriterien für eine Einstufung als Zwergplanet. Mike Brown geht davon aus, dass es sich bei 2002 GH32 um vielleicht einen Zwergplaneten handelt.
Anhand von Lichtkurvenbeobachtungen rotiert (612349) 2002 GH32 in 3 Stunden und 58,8 Minuten einmal um seine Achse. Daraus ergibt sich, dass er in einem (612349) 2002 GH32-Jahr 604940,2 Eigendrehungen („Tage“) vollführt. Dies ist allerdings noch mit einigen Unsicherheiten behaftet, da die damalige Beobachtungszeit nicht ausreichte und die Fehlerquote bei ungefähr 30 % liegt.
| Jahr                                         | Abmessungen km | Quelle   |
| -------------------------------------------- | -------------- | -------- |
| 2018                                         | 230,0          | Johnston |
| 2018                                         | 329,0          | Brown    |
| Die präziseste Bestimmung ist fett markiert. |                |          |